# Bozzetto

Caramba, bozzetto originale per costume de Gianni Schicchi (1918)

Nelle arti visive e scenografiche il bozzetto (più raramente chiamato abbozzo) è un modello non rifinito dell'opera, eseguito in scala più piccola.

## Descrizione e storia
Il più antico esempio di bozzetto artistico risale agli ossi graffiti rintracciati nelle caverne neolitiche con struttura e forma uguale a quelli disegnati sulle pareti.
In epoca storica, i codici miniati furono spesso utilizzati come disegni preparatori. Particolare interesse rivestono i bozzetti eseguiti da grandi maestri, trasformati in opera finita grazie all'apporto di collaboratori che in qualche misura ne alteravano lo stile. Ecco quindi un altro significato artistico del bozzetto: quello dell'opera nella sua fase più autentica. Di qui la rivalutazione critica che in tempi moderni hanno incontrato gli abbozzi di alcuni artisti come Michelangelo e Rubens. Il caso più clamoroso rimane tuttavia quello del Canova, nella cui produzione esiste un'enorme divergenza fra le caratteristiche dei bozzetti e quelle delle opere finite, tale da creare due poetiche, la prima più vibrante e fantasiosa, l'altra più fredda e composta.
Nel campo della scenografia, per bozzetto s'intende il quadro a colori destinato ad essere realizzato a tre dimensioni sul palcoscenico.